# Rodrigo Cabeça
Rodrigo Cabeça (sinh ngày 4 tháng 1 năm 1992) là một cầu thủ bóng đá người Brasil.

## Sự nghiệp câu lạc bộ
Rodrigo Cabeça đã từng chơi cho Matsumoto Yamaga FC.